# أوين روك
أوين روك (بالإنجليزية: Owen Rock)‏ (18 أكتوبر 1896 في أستراليا - 9 مارس 1978 في أستراليا) هو لاعب كريكت أسترالي.

## وصلات خارجية
- أوين روك على موقع إي آس بي آن كريك إنفو (الإنجليزية)